# 誰でも割
誰でも割（だれでもわり）は、2007年9月1日に開始された、KDDI及び沖縄セルラー電話の各au携帯電話の月額基本使用料割引サービスである。このサービスをうけるためには、2年に1度訪れる更新月以外に解約する場合に契約解除料として9,975円を支払うとの契約を結ばなければならない。ただし、後述するように現在この契約解除料の是非については裁判で争われている。

## サービス内容
CDMA 1X WIN・CDMA 1X問わず加入可能で、1年目から1人でもCDMA 1X WINの場合は基本使用料が50%割引、CDMA 1Xは料金プランごとの「年割」+「家族割」の加入4年目以降と同じ割引が、適用されるサービスである。誰でも割が適用されても、無料通話分はそのまま変わらない。
2008年3月1日からは、「家族割」併用で家族割グループ間、通話料100%割引（テレビ電話通話料は、60%割引）が追加された。
契約を解除しない限り、契約は2年ごとに自動更新される。なお更新月以外に解約した場合は、契約解除料が10,260円（税込）かかる。ただし、au買い方セレクトのフルサポートコースを利用した場合と、契約者の死去による解約の場合、契約解除料は免除される。また2008年12月1日からは、auを10年以上契約かつ「家族割」併用のユーザーに限り、契約解除料が3,240円（税込）に減額される。
また、MY割を契約しているユーザーは2007年9月から自動的に誰でも割に切り替わったものとして扱われる。
年割、ガク割、スマイルハート割引と同時契約出来ないが、家族割は同時契約可能である。
なお、2007年11月11日をもって、現行のCDMA 1X料金プランの申し込み・変更を終了し、CDMA 1X WINと同じ料金プランに統一される。それに伴って、CDMA 1X利用者が2007年11月12日以降に料金プラン変更をした場合は、50%割引が適用される。
「年割」契約期間中のユーザーが、「誰でも割」に変更申込みをする場合でも、「年割」の解約金は発生せず、変更した時点から新たに2年縛りとなる。なお、MY割時代は更新月の時点で家族割に入っていた場合は、「年割＋家族割」へ自動的に移行していたが、誰でも割になってからは更新月の時点で家族割に入っていた場合でも、誰でも割は自動更新される。

## 違法性
誰でも割や、NTTドコモの『ひとりでも割50』の割引プランについて、2年未満で解約したり、2年以上であっても更新月以外に解約したりした場合に高額な解約金を支払う必要が生じることについて、適格消費者団体・『京都消費者契約ネットワーク』が、NTTドコモとKDDIに対し、解約金を巡る全国初の消費者団体訴訟を、2010年6月に京都地裁に起こしていたが、KDDIの誰でも割については、違約金の請求そのものは合法であるが、途中解約によって事業者が被る損害（残期間1ヵ月あたり4,000円と算定）が上限額で、それを上回る請求は無効とし、該当する23ヵ月目および24ヵ月目の解約者に対して算定損害額との差額を返金するよう命じている（違約金が算定損害額を下回る22ヵ月目までの解約は違約金の額も合法と判断された）。なお、双方が控訴しており判決は確定ではない。

## 他社の類似サービス
- NTTドコモ
  - ファミ割MAX50、ひとりでも割50　- 2年契約を前提。2007年8月22日から開始。当初はファミ割MAXおよびひとりでも割として提供する予定であったが、誰でも割の発表を受けサービス内容を改定した。
- ソフトバンクモバイル
  - 新・自分割引[オレンジプラン (W) ]、自分割引50[ブループラン]　- 他社の同サービス契約者の受け皿のためのオレンジ/ブループランにてそれぞれ2007年9月1日から開始。サービス内容は同じで、他社からの契約年数を引き続ける。
  - 新・自分割引[オレンジプラン (X) ] - サービス内容はほぼ同じだが、52%の割引。また、auではWIN端末専用のプランだが、このソフトバンクのプランは全端末で加入できる。

## その他
2007年10月までに配布されていたチラシで、「契約が2年ごとに自動更新されること」および、「更新月以外に解約した場合に契約解除料が9,975円（税込）かかること」の説明が足りなかったとして、公正取引委員会から警告を受けている。